# Yeshivá Mir (Brooklyn)
La Yeshivá de Mir en Brooklyn (en inglés estadounidense: Mirrer Yeshiva Central Institute) es comúnmente conocida como Mirrer Yeshiva. Mir es una prominente yeshivá ultraortodoxa, ubicada en Brooklyn, Nueva York, es conocida por sus estudios talmúdicos.

## Introducción
El anterior director de la yeshivá de Mir, era el Rabino Shmuel Berenbaum, que murió el 6 de enero de 2008. El Rabino Berenbaum era yerno del fundador de la Yeshiva Mir en Brooklyn, el Rabino Avraham Kalmanowitz. El alcalde judío Michael Bloomberg, emitió una declaración elogiando a Berenbaum, señalando que él construyó la academia talmúdica judía, y que esta había llegado a ser uno de los centros más grandes para el estudio de la Torá en el Mundo. Steven Bayme, el director nacional del Congreso Judío Estadounidense, dijo que la yeshivá ayudó a preservar un Mundo que de otro modo estaría perdido.

## Historia

### Fundación de la yeshivá
La yeshivá Mir original fue fundada en 1817, en la aldea de Mir, Bielorrusia, y permaneció en funcionamiento allí hasta 1914. Con el estallido de la Primera Guerra Mundial, la yeshivá se trasladó a Poltava, Ucrania, bajo la dirección del Rabino Eliezer Yehuda Finkel, hijo del legendario Rabino Nosson Tzvi Finkel (el Alter de Slabodka), y yerno del Rabino Elya Boruch Kamai, su famoso predecesor.

### Segunda Guerra Mundial
En 1921, la yeshivá regresó a sus instalaciones originales en Mir, donde permaneció hasta que la Alemania nazi invadió Polonia en 1939, marcando el comienzo del Holocausto judío. Aunque muchos de los estudiantes nacidos en el extranjero abandonaron la yeshivá cuando el Ejército soviético invadió Polonia desde el este, la yeshivá continuó funcionando, aunque a una escala más reducida, hasta que los ejércitos nazis que se aproximaban, hicieron que los líderes de la yeshivá evacuasen a toda la comunidad hacia Keidan, Lituania.

### Huida hacia el lejano oriente
Cuando los ejércitos nazis siguieron avanzando hacia el este, los miembros de la yeshivá en su conjunto huyeron a Siberia en tren hasta el Lejano Oriente, y finalmente reabrieron la yeshivá en Kobe, Japón, en 1941. Varios estudiantes de la yeshivá Mir lograron escapar hacia el este, y a pesar de las dificultades, los supervisores de la yeshivá asumieron la plena responsabilidad y brindaron su apoyo, distribuyendo fondos y asegurando el alojamiento y la comida para todos los estudiantes. Poco tiempo después, la yeshivá fue reubicada nuevamente en la ciudad de Shanghái, en China, para entonces la ciudad estaba controlada por el Ejército Imperial Japonés. Permanecieron allí hasta el final de la Segunda Guerra Mundial. El heroísmo del cónsul general japonés en Lituania, Chiune Sugihara, que emitió varios miles de visas de tránsito para los judíos, permitiéndoles viajar para huir a China y a Japón, ha sido objeto de varios documentales y libros.

### Después de la guerra
Después del final de la guerra, la mayoría de los refugiados judíos del gueto de Shanghái partieron hacia el Mandato Británico de Palestina y a los Estados Unidos de América. Entre ellos se encontraban los supervivientes de la Yeshivá de Mir, los que restablecieron la yeshivá, esta vez con dos campus, uno en Jerusalén, la capital de Israel, y otro en Brooklyn, Nueva York.